# バラガハ・コル
バラガハ・コル（Baraakta Qol, Baragaha Qol, Baraagaha qol）はソマリランド東部サナーグ地域の町。国連による難民キャンプがある。2020年7月、ソマリランド軍の国境警備基地が建設されると発表された。

## 歴史
2012年ごろに国連のソマリア人道基金による難民キャンプが設立され、2019年4月時点で600家族、4200人が暮らしている。
2013年春の雨季にサナーグの広い地域が洪水に襲われたが、バラガハ・コルは被害が小さかった。
2014年2月、バラガハ・コルの家畜小屋に火が降り注いだと報じられた。
2018年5月、バラガハ・コル出身の男性がフィリピンのルゾン大学で27歳で博士号を取得したと報じられた。
2018年11月、プントランド大統領は、ヒンガロール、バラガハ・コル、ダハールを結ぶ90キロメートルの道路建設を開始すると発表した。
2020年7月、ソマリランド軍がバラガハ・コルに新しい軍事基地を開設すると発表。地元の長老の話によると、ソマリランド軍の目的は国境警備でありそれ以上の意味は無いと説明している。
2020年10月、バラガハ・コルの長老達が、新しく任命されたソマリランドの運輸副大臣を支援すると表明した。
2020年11月、バラガハ・コルで会議が行われ、新しい首長が選出された。